# Diogo Amado
Diogo Carlos Correia Amado (Lagos, 21 januari 1990) is een Portugees voetballer die bij voorkeur als middenvelder speelt. Hij verruilde in 2017 GD Estoril-Praia voor Al-Gharafa.

## Carrière
Amado trad op 11-jarige leeftijd toe tot de jeugdopleiding van Sporting Lissabon. In het seizoen 2009-2010 werd hij door deze club uitgeleend aan twee clubs uit de derde divisie van de Portugese competitie: de eerste seizoenshelft aan Real Massamá en de tweede seizoenshelft aan Odivelas. Bij de eerstgenoemde club maakte Amado dat seizoen zijn profdebuut.
In het seizoen 2010-2011 transfereerde hij naar de Portugese eersteklasseclub União Leiria. Voor die ploeg maakte hij op 15 augustus 2010 zijn competitiedebuut in de wedstrijd tegen SC Beira-Mar. Amado speelde 15 wedstrijden voor União Leiria, die dat seizoen op de tiende plaats eindigde. Het volgende seizoen werd hij uitgeleend aan GD Estoril-Praia, dat toen uitkwam in de Portugese tweede klasse. 
Op 10 juli 2012 tekende Amado een contract voor twee jaar bij Sheffield Wednesday. Een maand later keerde hij echter al terug bij Estoril. In 2017 ging hij in Qatar voor Al-Gharafa spelen.